# بخش نیوتن (شهرستان پیک، اوهایو)
بخش نیوتن (به انگلیسی: Newton Township) یک منطقهٔ مسکونی در ایالات متحده آمریکا است که در شهرستان پایک، اوهایو واقع شده‌است.
 بخش نیوتن ۷۹٫۸ کیلومتر مربع مساحت و ۲٬۰۰۶ نفر جمعیت دارد و ۲۴۴ متر بالاتر از سطح دریا واقع شده‌است.